# 미국의 병역 제도

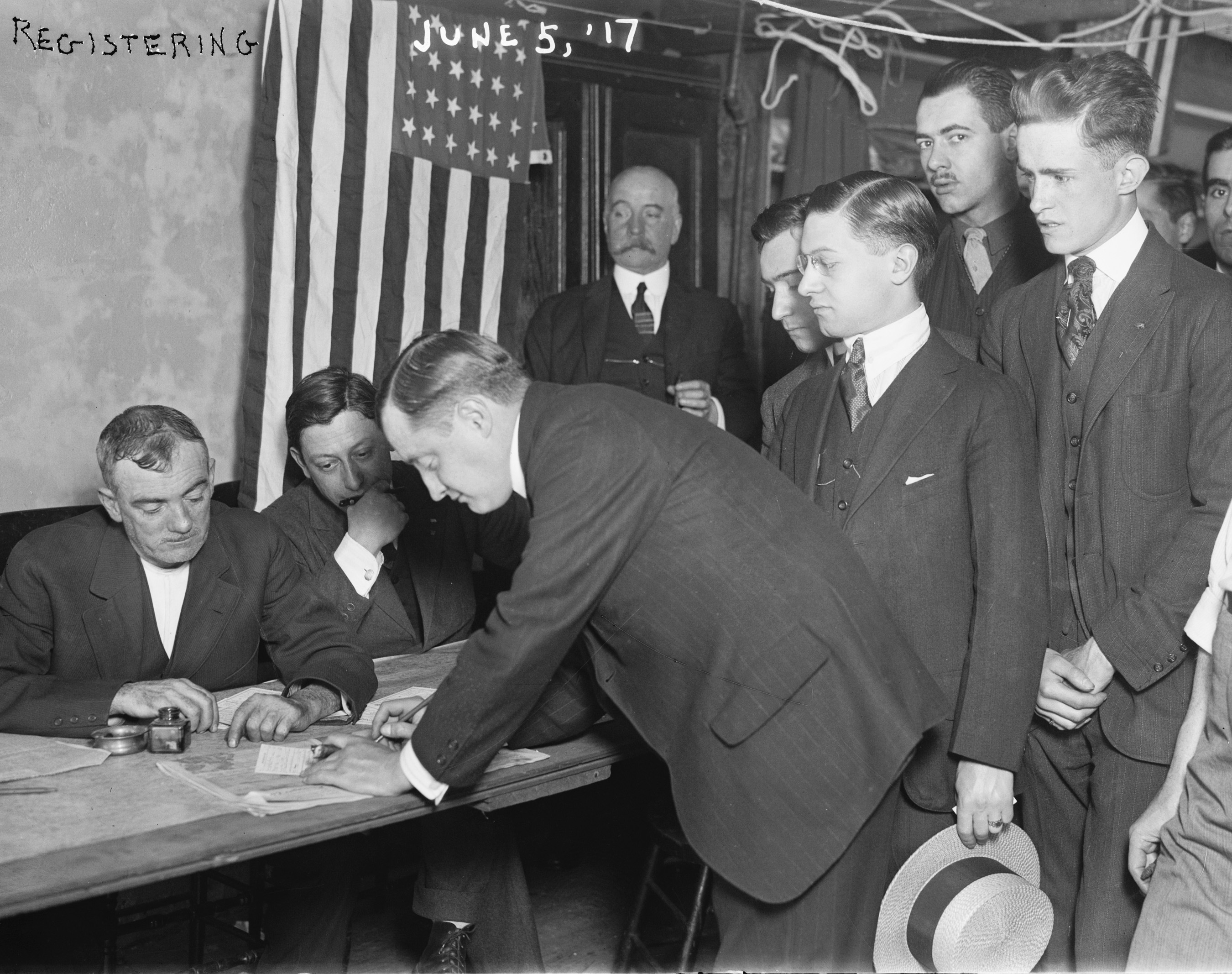
1917년 6월 5일, 뉴욕주 뉴욕시에서 제1차 세계 대전 기간 중 징병에 등록한 젊은이들.

미국의 병역 제도는 1973년 이후 모병제로 운용되고 있으며, 미군 병사를 전원 모병제로 충원한다. 미국 역사상 징병제는 미국 독립 전쟁, 미국 남북 전쟁, 제1차 세계 대전, 제2차 세계 대전, 냉전 초중반 시기(1948년~1973년, 이 시기의 전쟁으로 한국 전쟁, 베트남 전쟁)에 미국 연방 정부에 의해 시행되었다. 미국의 첫 평시징집은 제2차 세계대전 기간 중 태평양 전쟁이 발발하기 전인 1940년부터 시행되었는데, 선발 훈련 및 복무법(en:Selective Training and Service Act)을 통해 시행되었다. 1940년부터 1973년까지 평화시기와 분쟁 기간 동안 지원으로 충원할 수 없는 미군 공석을 보충하기 위해 징병제를 실시하였다. 1973년, 미군의 충원방식이 징병제가 모병제로 전환되면서 징병제가 종료되었다. 그러나, 18세에서 25세 사이의 미국 내에 거주하는 모든 남성 거주자(미국 시민권자 뿐만 아니라 서류상 또는 미등록된 남성 이민자를 포함한 거주자)는 셀렉티브 서비스 시스템에 등록해야 한다. 또한 미국 연방법은 또한 17세에서 45세 사이의 남성과 특정 여성의 민병대 복무에 대한 강제 징집을 미국 헌법 제1조 제8절 및 미국 법전 제10편 제246조에 규정하고 있다.

## 역사

### 13개 식민지 시기 ~ 1862년
13개 식민지는 방어를 위해 민병대를 사용했다. 식민지 민병법은 신체 건강한 남성들이 민병대에 등록하고 최소한의 군사 훈련을 받으며 전쟁이나 비상사태에서 제한된 시간 동안 복무할 것을 요구했다. 이 최초의 징집 형태는 특정 작전에서 복무할 민병대원을 선별적으로 징집하는 것이었다. 1778년 대륙회의는 대륙육군에 1년간 복무할 수 있도록 민병대의 징병을 권고했다.
장기 운용의 경우 자원 봉사자나 유급 대체자가 필요한 인력을 조달하기에 부족할 때 징병제를 사용하는 경우가 간혹 있었다. 미국 독립 전쟁 기간 동안, 각 주는 때때로 민병대를 징집하거나 주 대륙육군 부대를 충원하기 위해 징집했지만, 중앙 정부는 해군 징집 목적 외에는 징집할 권한이 없었다. 미합중국 헌법 제8.15조는 의회가 징집할 수 있도록 규정하고 있다. 같은 조의 8.16조는 민병대를 조직, 무장 및 규율하고 미국 복무에 고용될 수 있는 부분을 통치할 수 있도록 규정하고 있다.미국 의회에서 정한 규율에 따라 각각 복무, 장교 임명, 민병대를 훈련시키는 권한. 제2.2.1항은 대통령을 민병대의 총사령관으로 규정한다. 수정헌법 제2조는 자유국가의 안전을 위해 필요한 민병대의 규정을 위반하는 것을 보호한다. 1792년 민병대법(en:Militia Acts of 1792)은 18세에서 45세 사이의 "각각 모두 신체적으로 자유로운 백인 남성의 시민"으로 소집될 수 있는 첫 번째 집단을 정의했다.
| 원문 | 번역 |
| --- | --- |
| The administration asserts the right to fill the ranks of the regular army by compulsion ... Is this, sir, consistent with the character of a free government? Is this civil liberty? Is this the real character of our Constitution? No, sir, indeed it is not ... Where is it written in the Constitution, in what article or section is it contained, that you may take children from their parents, and parents from their children, and compel them to fight the battles of any war, in which the folly or the wickedness of government may engage it? Under what concealment has this power lain hidden, which now for the first time comes forth, with a tremendous and baleful aspect, to trample down and destroy the dearest rights of personal liberty? | 행정부는 강제적으로 정규군의 계급에 충원할 권리를 주장하고 있습니다. 이게 자유 정부의 성격과 일치합니까? 이것이 시민의 자유인가요? 이것이 우리 헌법의 진짜 특징인가요? 아니오, 정말로 그렇지 않습니다... 헌법에 어떤 조항이나 조항에 당신이 그들의 부모로부터 자식들과 그들의 자식들로부터 부모들을 빼앗고, 그들이 정부의 어리석음이나 사악함을 개입시킬 수 있는 어떤 전쟁의 싸움에 싸우도록 강요할 수 있다고 쓰여 있습니까? 개인의 자유라는 가장 소중한 권리를 짓밟고 파괴하기 위해 지금 처음으로 나오는 이 권력은 어떤 은폐 아래 숨겨져 있을까요? |
| 대니얼 웹스터 (1814년 12월 9일 하원 연설) | |

1812년 전쟁 동안 대통령 제임스 매디슨과 그의 전쟁 장관 제임스 먼로는 40,000명의 국가 징병을 시도했지만 실패했다. 이 제안은 뉴햄프셔주 하원의원 대니얼 웹스터에 의해 의회에서 격렬한 비판을 받았다.

### 남북전쟁

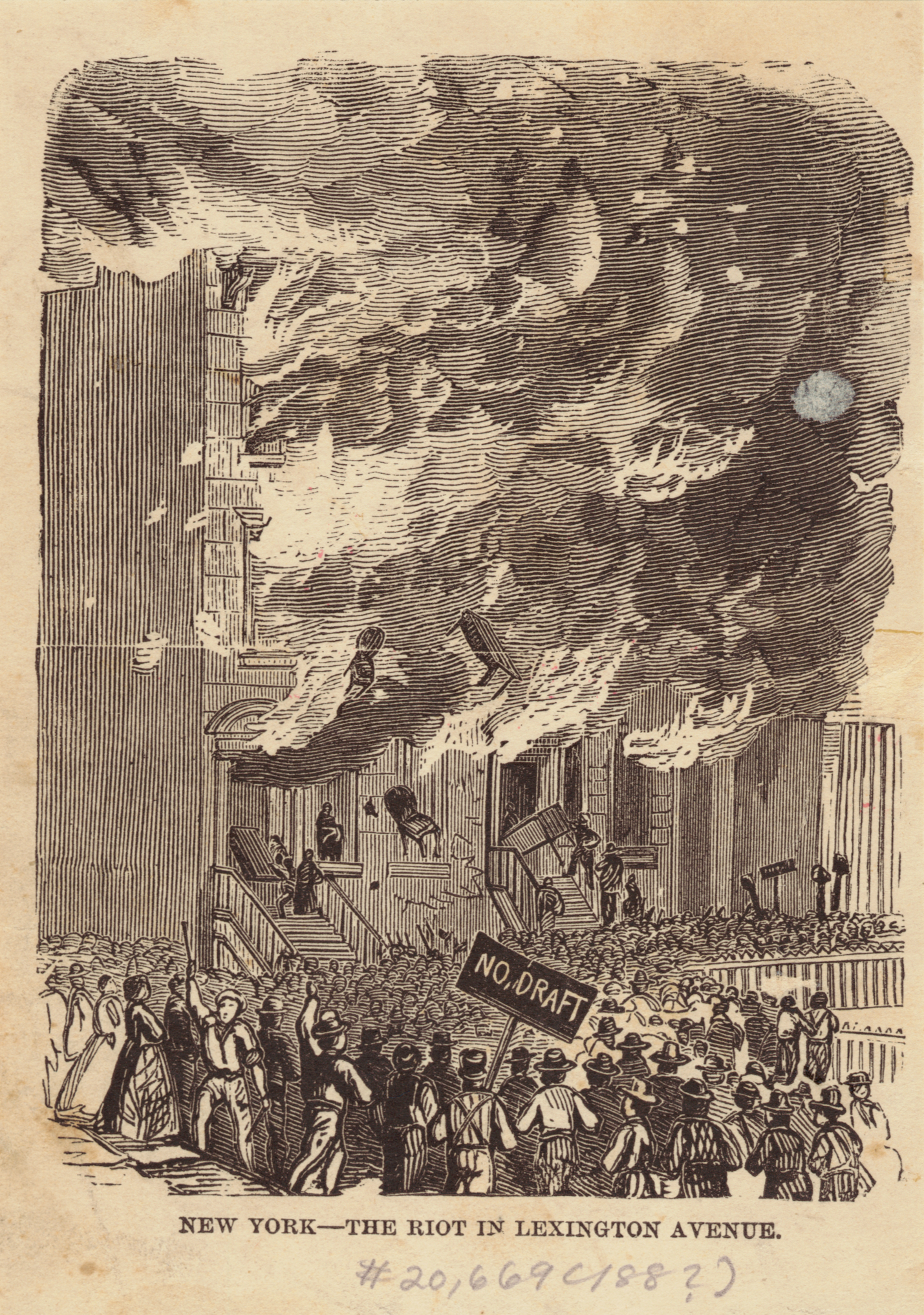
1863년 뉴욕 징병거부 폭동 당시 건물을 공격하는 폭도들

미국은 남북전쟁 중에 처음으로 국가 입장에서 징병제를 도입했다. 북군 220만 명 중 약 2%가 징병자였고, 나머지 6%는 대리징병이었다.
남부연합은 연방인 북부보다 인구가 적었고, 1862년 3월 28일 남부연합 대통령 제퍼슨 데이비스는 첫 징병법을 제안했는데, 이 제안 다음 달에 법으로 통과되었다. 저항은 광범위하고 폭력적이었으며 징집과 노예제를 비교했다. 저항은 광범위하고 폭력적이었으며 징병제와 노예제를 비교했다.
양측은 대리 징병 대상자를 고용하는 것을 허용했다. 북부연방에서는 많은 주와 도시들이 입대를 위한 포상금과 보너스를 제공했다. 그들은 또한 북군에 입대했던 해방된 노예들을 주장함으로써 징병 할당량에 대한 공로를 인정받기로 했다. 양측이 모두 징병제에 의지했지만, 이 제도는 어느 쪽에서도 효과적으로 작동하지 않았다. 1862년 4월 16일, [[|아메리카 연합국 의회|남부 연합 의회]](en:Confederate States Congress)는 18세에서 35세 사이의 모든 백인 남성들로부터 3년 동안 군 복무를 요구하는 법안을 통과시켰다.
1862년, 미국 의회는 아프리카계 미국인(흑인)들이 민병대에 복무할 수 있도록 하고 자원 봉사자를 충원할 수 없을 때 주 내에서 민병 징집을 승인하는 것을 제외한 1792년 민병대법(en:Militia Acts of 1792)을 반영한 민병대법(en:Militia Act of 1862)을 통과시켰다. 이 국가 행정 제도는 실제로 실패했고 의회는 1863년 등록법(en:Enrollment Act)을 통과시켰고, 1862년 모든 남성 시민과 시민권을 신청한 이민자들(외국인)을 법에 의해 면제되지 않는 한 20세에서 45세 사이에 등록하도록 하는 민병대법을 대체했다. 그것은 북군 산하에 징집 및 징집을 위한 정교한 기계를 설치했다. 각 주마다 할당량이 할당되었고, 자원자의 부족은 징병제로 채워져야 했다.
그러나 징집된 병사들은 대체비를 제공할 수 있었고, 1864년 중반까지 대체비를 지불함으로써 군복무를 피할 수 있었다. 많은 자격이 있는 남자들이 징집된 어느 한 사람의 비용을 충당하기 위해 돈을 모았다. 가족들은 어떤 구성원이 군대에 가야 하고 어떤 구성원이 집에 머물지 선택하기 위해 대체조항을 사용했다. 대리복무자를 구하는 또 다른 대중적인 수단은 입대 기간이 곧 만료될 병사들에게 급여를 지급하는 것이었는데, 이 방법의 장점은 육군이 신병 대신 훈련된 베테랑을 보유할 수 있다는 것이었다. 징집을 통해 북군에 징집된 168,649명 중 117,986명은 대리복무자였고, 개인 복무는 50,663명만 징집되었다. 징병에 대한 많은 회피와 과도한 저항이 있었고, 뉴욕 징병거부 폭동은 미국 최초의 징병제에 대한 대규모 저항이었다.
남군 탈영 문제는 징병 장교와 지방 판사들의 불평등한 성향으로 인해 악화되었다. 남부연합의 세 가지 징집법은 특정한 부류, 특히 남부의 농장주 계급(en:Plantation complexes in the Southern United States)에서 면제되었고, 징집된 장교와 지방 판사들은 종종 뇌물을 받는 등 편애를 행사했다. 이 문제를 효과적으로 다루려는 시도는 한편으로는 주 정부와 지방 정부, 그리고 남부 연합의 국가 정부 간의 갈등으로 좌절되었다.

### 제1차 세계대전

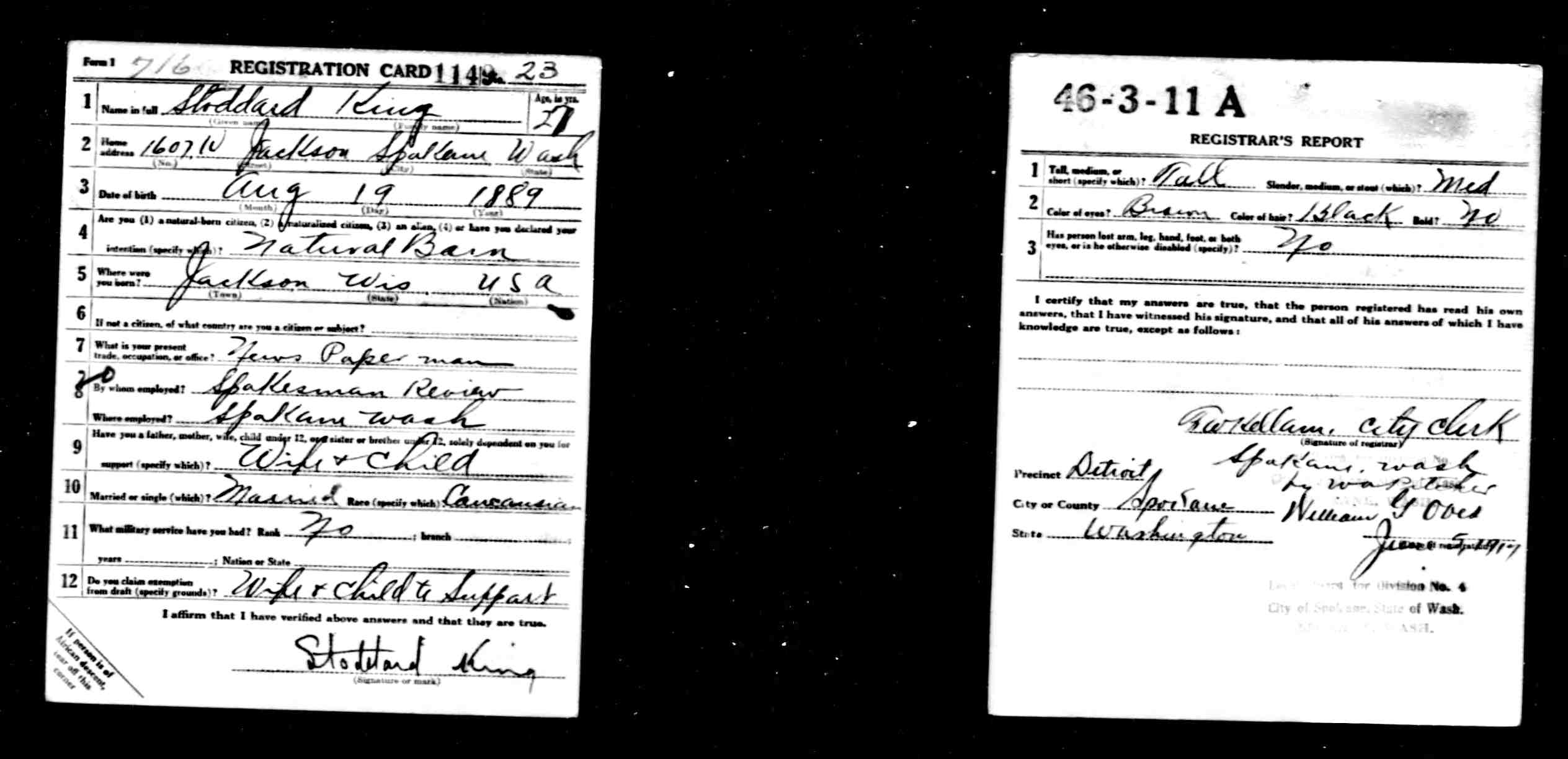
제1차 세계대전 시기의 작가 스토다드 킹(:en:Stoddard King)의 징병카드

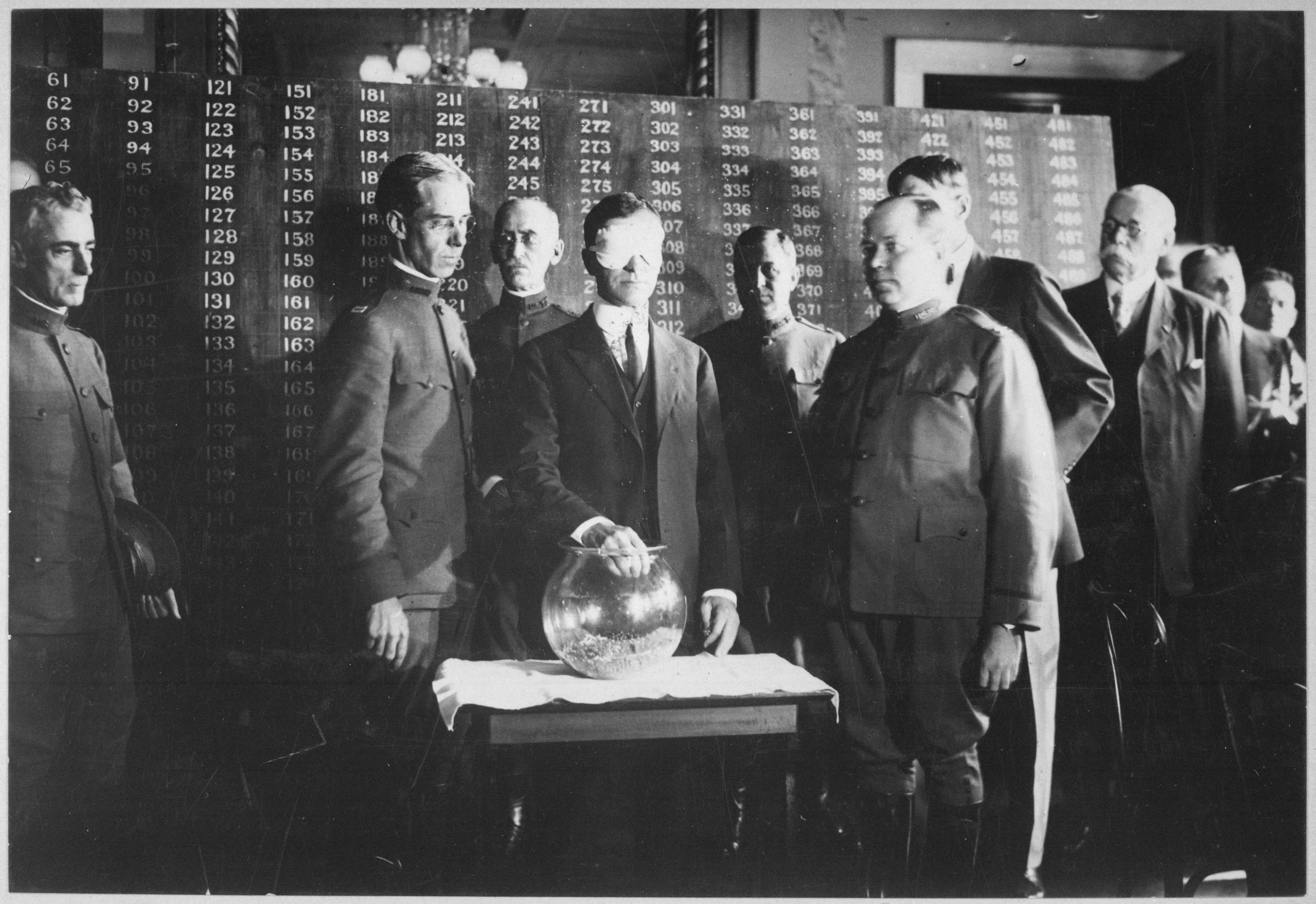
1917년 7월 20일, 미국 육군 장관 뉴턴 베이커(:en:Newton Baker)가 첫 징병번호를 작성했다.

1917년 우드로 윌슨 행정부는 자원 입대보다 주로 징병에 의존하기로 결정했으며, 첫 6주 동안 100만명의 제1차 세계 대전의 군 인력을 목표로 삼았을 때, 겨우 7만 3천 명만이 지원입대했다. 한 가지 동기는 윌슨 대통령보다 앞서 자원입대 부서를 만들자고 제안한 시어도어 루스벨트 전 대통령을 막기 위한 것이었다. 그러나, 루스벨트가 그 계획을 수행하기 위한 지지를 받았다는 증거는 없으며, 윌슨이 막 그의 두 번째 임기를 시작했기 때문에 전 대통령의 상당한 정치적 이득에 대한 전망은 의심스러워 보일 것이다.
1917년 선발복무법(en:Selective Service Act of 1917)은 남북전쟁 시기 제도의 결함을 보완하고, 의존성, 필수 직업, 종교적 양심에 대한 면제를 허용함으로써, 국가 전쟁 노력에서 각각의 사람들을 적절한 위치에 배치하기 위해 신중하게 도출되었다. 이 법은 "모든 남성 시민에 대한 병역의무"를 확립하였고, 21세에서 31세 사이의 모든 연령층(이후 18세에서 45세 사이)을 선발 징병하는 것을 허가하였으며, 모든 형태의 포상금, 대체금 또는 면책을 금지하였다. 행정은 각 지역의 주요 민간인으로 구성된 지방 위원회(Local board)에 위탁되었다. 이 위원회는 국가 추첨에서 추첨한 숫자의 순서로 징병 소집안을 발표하고 면제규정을 결정하였다.
1917년에는 1000만 명의 남성이 징병등록이 되었다. 이것은 불충분하다고 생각되어, 나이 범위는 증가하고 면제는 줄어들었고, 그래서 1918년 말에는 2400만 명으로 늘어났으며, 거의 300만 명이 군복무를 하게 되었다. 전쟁에 대한 지원을 완화하고, 전쟁에 반대하는 기사를 발행하는 신문과 잡지는 폐쇄되었다.
징병제는 보편적이었고 백인과 같은 조건으로 흑인을 포함했지만, 각기 다른 부대에서 복무했다. 전체 흑인 367,710명(전체 13.0%)이 징집되었고, 백인 2,442,586명(86.9%)이 징집되었다. 미국이 대외 분쟁에 관여하는 것에 대한 일반적인 반대와 함께, 남부 농민들은 상류층과 산업 노동자들을 면제하는 불공정한 징병 관행에 반대했다.
징병 위원회는 지역화되어 사회계급에 따라 결정되었는데, 가장 가난한 사람들이 징집되는 경우가 가장 많았는데, 필요한 숙련된 노동력이 될 가능성이 가장 적기 때문이었다. 가난한 남성들은 또한 그들이 부양가족을 부양할 수 있는 주요 생계수급자라고 지역 위원회를 설득할 가능성이 낮았다. 저항의 형태는 평화적인 시위에서 폭력 시위, 그리고 자비를 구하는 겸손한 편지 쓰기 운동에서부터 개혁을 요구하는 급진적인 신문들에 이르기까지 다양했다. 가장 흔한 전술은 기피와 탈영이었고, 고립주의 지역의 일부 지역사회는 정치적 영웅으로서 병역기피자들을 보호하기도 했다.
50만 명에 가까운 이민자들이 징집되었고, 이로 인해 군대는 인종 차이를 고려한 훈련 절차를 개발해야만 했다. 군부 지도자들은 진보 개혁가들과 민족 지도자들을 초청하여 새로운 군사 정책을 수립하는 데 도움을 주었다. 군부는 젊은 이민자 신병들을 사회화하고 미국화하려고 시도했는데, 이는 "앵글러플 순응(angloconformity)"을 강요하는 것이 아니라, 민족적 가치와 전통에 대한 놀라운 민감성과 존중, 이민자들의 사기를 위해 그들을 더 큰 사회에 융합시키는 것을 목표로 했다. 스포츠 활동, 이민자 단체 유지, 다양한 언어로 된 신문, 이중언어 장교 보조, 민족 오락 프로그램 등이 모두 이용되었다.

#### 징병 반대활동

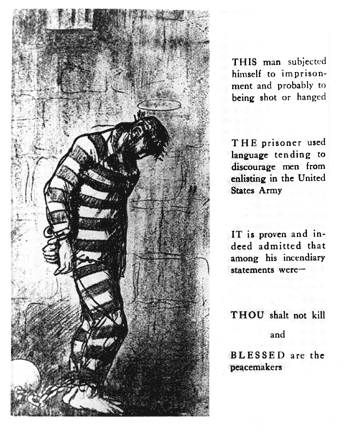
축복받은 중재자. :en:The Masses, 조지 벨로스 작, 1917년.

1917년 징병법이 6월에 통과되었다. 징집병들은 군복 착용, 무기 소지, 기본적인 임무 수행, 군 당국에 복종하기를 거부하면 육군에 의해 군사법원에 회부되었다. 병역거부자들은 20년의 긴 형기의 유죄 판결을 받고 포트 리븐워스(미합중국 교화대, en:United States Disciplinary Barracks)에 수감되었다. 1918년 육군 장관 뉴턴 D. 베이커(en:Newton D. Baker)는 양심적 병역거부자들의 진정성을 의심하기 위해 조사위원회를 만들었다. 군사재판소는 위원회가 발견한 남성들이 다양한 범죄에 대해 불성실하다고 판단하여 17명을 사형, 142명을 종신형, 345명을 교도작업형을 선고했다. 이 판결을 받은 이들 중 상당수는 전쟁이 끝난 후에 감형되었다.
1917년, 엠마 골드만을 포함한 많은 급진주의자들과 아나키스트들은 이 법이 노예제도에 대한 수정헌법 제13조의 노예제도 금지와 비자발적 노예제도에 정면으로 위배된다고 주장하며 연방법원에 이의를 제기하려고 했다. 대법원은 1918년 1월 7일 선발 징병법 사건(en:Selective Draft Law Cases)에서 만장일치로 징병법의 합헌성을 지지했다. 이 결정은 헌법이 전쟁을 선포하고 군대를 모집하고 지원할 수 있는 권한을 의회에 부여했다고 밝혔다. 바텔(en:Emer de Vattel)의 국제법(en:The Law of Nations)에 부분적으로 의존한 법원은 시민들의 상호 권리와 의무의 원칙을 강조했다.
| 원문 | 번역 |
| --- | --- |
| It may not be doubted that the very conception of a just government and its duty to the citizen includes the reciprocal obligation of the citizen to render military service in case of need, and the right to compel it. To do more than state the proposition is absolutely unnecessary in view of the practical illustration afforded by the almost universal legislation to that effect now in force | 정의로운 정부라는 개념과 국민에 대한 그것의 의무에는 필요할 때 병역을 제공해야 하는 시민의 상호적인 의무와 그것을 강제할 권리가 포함되어 있다는 것은 의심할 여지가 없을 것이다. 진술 이상의 것을 하는 것은 현재 시행되고 있는 거의 보편적인 법률이 제공하는 실질적인 예시를 볼 때 절대적으로 불필요하다. |

징병제는 처음에는 좌익 부문에서 인기가 없었고, 많은 사회주의자들이 "모집이나 징병제를 방해했다"는 이유로 투옥되었다. 가장 유명한 사람은 1920년 애틀랜타 감옥에서 대통령 선거에 출마한 유진 데브스 미국 사회당 당수였다. 1921년 12월 25일 워런 G 하딩 대통령에 의해 석방되었다. 또한 세계산업노동자연맹은 전쟁 관련 산업의 파업을 통해 전쟁 활동을 방해하려 하였으나 큰 성과를 거두지 못하였다.
징병 폭동이 널리 퍼지지는 않았다. 약 171,000명의 사람들이 징병등록을 하지 않았으며, 36만 명의 사람들은 징병명령에 응하지 않았다.

#### 양심적 병역거부
양심적 병역거부자의 면제는 아미시, 메노파, 퀘이커, 형제의 교회에만 허용되었다. 다른 모든 종교적, 정치적 거부자들은 강제로 징병에 참여할 수 밖에 없었다. 약 64,700명의 남성들이 양심적 병역거부자 지위를 주장했고, 지방 징집 위원회는 5만7,000명을 인증했으며, 이 중 3만명은 신체검사를 통과했고, 2만1,000명은 미군에 입대했다. 21,000명 중 약 80%가 반대 의견을 버리고 무기를 들기로 결정했다.
그러나 3,989명의 병역거부자들이 군복무를 거부했다. 대부분은 역사적으로 평화주의 종파, 특히 퀘이커, 메노파, 모라비아 형제회, 몇몇 제칠일안식일예수재림교회와 여호와의 증인들에 속했다. 약 15%가 non-pacifist 교회의 종교적 거부자였다.
벤 살몬(en:Ben Salmon)은 미국에서 잘 알려진 정치 운동가로 남성들에게 징병등록을 하지 말 것을 권유했고 개인적으로 징집 절차에 따르기를 거부했다. 그는 비전투 농사일을 하자는 육군검토위원회의 제안을 거부했다. 징역 25년을 선고받은 그는 사무직 제안을 다시 거절했다. 그는 1920년 11월 사면되어 "불명예 제대"로 석방되었다.

### 전간기
징병제는 1918년에 끝났지만, 육군은 1926년에 근대적 징병 매커니즘을 설계하고 평화주의 시대에도 불구하고 군사적 필요에 따라 만들었다. 의회가 할 수 없는 곳에서 일하면서, 그 초창기 육해군 합동 선발 복무 위원회의 간부들을 모았는데, 이들 대부분은 군대 경험보다는 사회적 지위에 근거하여 임관되었다. 이 노력은 1934년 루이스 블레인 허시(en:Lewis Blaine Hershey)가 소장이 될 때까지 의회의 승인을 받지 못했다. 허시는 그 단체에 배치되었다.
징병법의 통과는 도러시 데이와 조지 배리 오툴(George Barry O'Toole)을 포함한 일부 사람들에 의해 반대되었는데, 그들은 이러한 징병제가 양심적 병역거부자들의 권리를 적절히 보호하지 못할 것을 우려했다. 그러나, 허시의 업적은 1940년 선발 훈련 및 복무법(en:Selective Training and Service Act of 1940)으로 성문화되었다.

### 제2차 세계대전

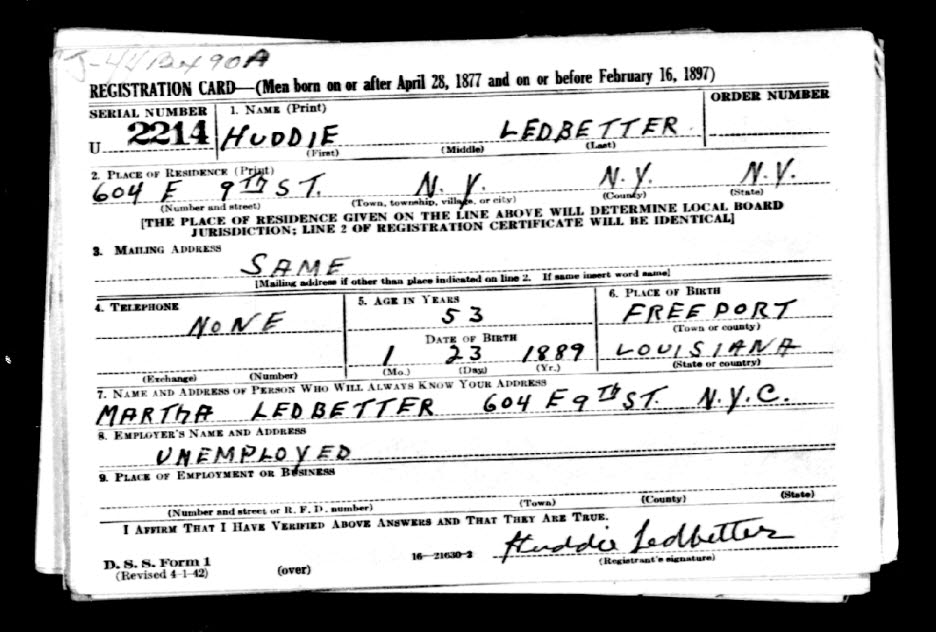
레드 벨리(:en:Lead Belly)로 더 잘 알려진 음악가 허디 레드베터의 제2차 세계 대전 시기의 징병카드

1940년 여름, 독일이 프랑스를 정복하자 미국인들은 징병제의 실시를 지지했다. 한 국가 조사에 따르면, 응답자 중 67%는 독일-이탈리아가 승리할 경우 미국을 위험에 빠뜨릴 것이라고 생각했으며, 71%는 "모든 젊은이들을 위한 의무적인 군사 훈련의 즉각적인 채택"을 지지했다. 1942년 11월 미국의 고등학생들을 대상으로 한 조사에서 69%가 의무적인 전후 군사 훈련을 선호했다.
제1차 세계 대전 시스템은 제2차 세계 대전의 모범이 되었다. 1940년에 제정된 법에 따라 평시 징병제가 도입되어 21세에서 35세 사이의 모든 남성들의 징병등록이 요구되었다. 1940년 9월 16일, 루스벨트 대통령의 선발 훈련 및 복무법에 서명함으로써 미국 최초의 평시 징병이 시작되었다. 그것은 또한 젊은 남성들의 신원 확인과 그들의 군복무를 용이하게 하는 것을 책임지는 독립적인 기관으로서 셀렉티브 서비스 시스템을 다시 만들었다. 루이스 블레인 허시는 1941년 7월 31일부터 셀렉티브 서비스 시스템 수장으로 1969년까지 있었다. 훈련과 장비 생산 확대 등 다른 준비가 아직 승인되지 않은 상황에서 나온 조치였다. 그럼에도 불구하고, 그것은 오늘날까지 계속될 징병 프로그램의 기초가 되었다.
이 법에 따라 90만명의 병력이 언제든 훈련받을 수 있도록 정해졌으며, 의회가 국방을 위해 군복무를 연장할 필요가 있다고 판단하지 않는 한 군복무를 12개월로 제한했다. 1941년 8월 18일 개정안은 18개월의 복무 기간을 추가했다. 1941년 12월 19일 진주만 공격 이후 선발 훈련 및 복무법은 복무기간을 6개월 더 연장하고 18세에서 64세 사이의 모든 남성에게 병적등록을 의무화하도록 하는 내용으로 개정되었다. 제2차 세계 대전 동안, 4,900만 명의 남성이 등록되었고, 3,600만 명의 분류되었으며, 1,000만 명이 입영대상자로 편입되었다. 18세와 19세는 1942년 11월 13일에 Induction에 대한 책임을 지게 되었다. 1942년 후반까지, 셀렉티브 서비스 시스템은 6,000개 이상의 지역 징병 위원회(en:Draft Board)에 의해 국가적인 추첨에서 행정적인 선택으로 옮겨갔다.
1942년 12월 5일, 백악관 행정명령 9279호는 전쟁 기간 동안 18세부터 37세까지의 모든 남성들의 자원입대를 금지하고, 국내 일선 인력풀을 보호하였다. 해군과 해병대는 1943년 초 셀렉티브 서비스 시스템을 통해 병사를 모집하기 시작했다. 해군과 해병대는 같은 복무협정에 따라 입영자와 의용병을 징집하였으나, 육군은 전시 입영자와 의용병들을 AUS로 알려진 특수복무부대로 배치하였다. 복무는 전시 연장기간인 6개월로 정해졌다.
폴 V. 맥넛(en:Paul V. McNutt) 전쟁 인력 위원회(en:War Manpower Commission) 위원장은 이 같은 변화가 징병된 병사의 비율을 9명 중 1명에서 5명 중 1명으로 증가시킬 것이라고 예측했다. 이 위원회의 목표는 1943년 말까지 9백만 명의 병력을 보유하는 것이었다. 이로 인해 매달 20만 명에 이르는 대규모 병력이 필요하게 되었고, 전쟁 기간 동안 표준으로 남게 되었다.
제2차 세계 대전의 징병은 1940년부터 1946년까지 계속되었으며, 1947년 의회의 추가 연장 없이 입법 허가가 만료되었다. 이 기간 동안, 1천만 명 이상의 남성들이 군대에 입대했다. 그러나, 셀렉티브 서비스 시스템은 그대로 유지되었다.

#### 징병 반대활동
징병기피가 전체 입영대상자의 약 4%를 차지했다. 약 373,000명의 기피자들이 조사를 받았고, 16,000명이 약간 넘는 사람들이 수감되었다. 그럼에도 불구하고 반대에 부딪혔는데, 특히 일부 아프리카계 미국인들이 이 제도에 항의했던 북부 도시들에서 그러했다. 네이션 오브 이슬람이 선두에 섰는데, 많은 흑인 무슬림들이 징병 거부로 투옥됐고, 그들의 지도자 엘리야 무함마드는 징병 저항 선동 혐의로 5년의 징역형을 선고받았다. 조직적인 징병 저항은 일본계 미국인 수용소에서도 발생했는데, 하트마운틴 페어플레이 위원회(en:Heart Mountain Fair Play Committee)와 같은 단체들은 그들과 그들의 가족이 석방되지 않는 한 복무하기를 거부했다. 10개의 전쟁 재배치 당국(en:War Relocation Authority) 캠프 중 8개 캠프에서 온 300명의 니세이(en:Nisei, 2세대 일본계 미국 이민) 남성이 징집 회피 혐의로 체포되어 재판을 받았고, 대부분 연방 교도소에 수감되었다. 미국 공산주의자들 또한 "미국 평화 위원회"를 구성하여 전쟁에 반대하였다. 이것은 독일이 1941년 6월 소련을 공격하기 전까지 지속되었고, 따라서 위원회의 이름을 "미국 인민 위원회"로 바꾸고 영국 지원, 징집 및 기타 전쟁 준비를 지원했다.

#### 양심적 병역거부
양심적 병역거부자로 등록된 72,000명이 넘는 남성들 중, 거의 52,000명이 양심적 병역거부 지위를 받았다. 이 중 25,000명 이상이 비전투원으로 입대했고, 12,000명은 민간인 노동 캠프에 들어갔으며, 6,000명에 가까운 이들은 교도소에 수감되었다.

### 냉전
두 번째 평시징병은 1948년 선발 훈련 및 복무법이 만료된 후 선발복무법(Selective Service Act)의 통과로 시작되었는데. 새 법은 18세에서 26세 사이의 모든 남성들의 병적등록을 요구했다. 또한 보건 전문가들을 군복무로 유도하는 것을 목표로 하는 "닥터 드래프트(Doctor Draft, 의사 징병)"를 위한 시스템을 만들었다. 다른 면제나 유예가 없는 한(베리 플랜(Berry Plan) 이들은 최대 21개월의 현역 복무와 5년간의 예비역 복무가 가능하다. 의회는 제2차 세계대전 후 군사력의 과잉이 1950년 12월 트루먼 대통령이 국가비상사태를 선포할 때까지 징집 요청을 거의 필요로 하지 않았음에도 불구하고 1950년에 이 법을 더 수정했다. 1948년에는 20,348명, 1949년에는 9,781명만이 입대 대상자로 편입되었다.
1950년 6월 한국 전쟁이 발발하고 1953년 정전 협정이 체결되기 전까지 선발대는 150만 명 이상을 입영 대상자로 편입했다. Another 1.3 million volunteered, usually choosing the Navy or Air Force. 또 다른 130만 명의 지원자들은 보통 해군이나 공군을 선택했다. 의회는 1951년 보편적인 군사훈련 및 복무법을 통과시켰다. 그것은 병역의무 연령을 18세의 2분의 1로 낮추고 현역 복무 기간을 24개월로 연장했다. 초반의 전투 실패와 이후 한국의 교착 상태에도 불구하고, 일부에서는 징병제가 전세를 역전시키는데 중요한 역할을 했다는 평가를 받고 있다. 1953년 2월 갤럽 여론조사에 따르면 조사 대상 미국인 중 70%가 셀렉티브 서비스 시스템(SSS)이 징병을 공정하게 처리했다고 응답했다. 특히 갤럽은 전체 징병 연령 남성(21~29세)을 포함한 인구통계학적 집단의 64%가 징병제가 공정하다고 생각한다고 보도했다.
징병제의 형평성을 높이기 위해 드와이트 D 아이젠하워는 1953년 7월 11일 기혼 남성들의 육아 연기를 끝내는 행정명령에 서명하였다. 징병제의 변경은 대부분 급성장하는 냉전의 목적에 기여했다. 제2차 세계 대전의 무서운 서막 동안 겨우 의회의 소집안을 통과시켰던 프로그램에서, 더 강력한 징병은 이제 소련의 위협에 대한 두려움이 집중되면서 계속되었다. 그럼에도 불구하고 의회의 일부 반대자들은 지원 병역제를 계속 지지했다.
냉전의 시작은 대공황 시기에 태어난 남성들이 병역 연령에 도달하기 시작한 시기와 일치했다. 허시를 비롯한 징병제 지지자들은 공황으로 인해 출산율이 크게 감소하게 된 것은 병역의무자 복귀에 대한 의구심을 뒷받침하기 위한 것"이라고 자주 지적했다. 한국 전쟁 시기는 어떤 형태의 학생 연기도 처음으로 사용되었으며, 한국 전쟁 동안 최소 12학기 동안 수업을 받는 학생은 현재 학기가 끝날 때까지 병역이 연기되었다.
미국은 1953년 7월 27일 한국전쟁 정전협정에 서명했지만, 기술은 새로운 약속과 위협을 가져왔다. 미국의 공군과 원자력은 "대규모 보복"이라는 아이젠하워 독트린을 부채질했다. 이 전략은 더 많은 기계와 더 적은 수의 보병들을 요구했고, 그래서 징병은 뒤로 미뤄졌다. 하지만 셀렉티브 서비스 시스템 수장 허시는 베트남에서 다가오는 갈등을 두려워하며 주의를 촉구했다. 1953년 5월, 그는 자신의 주정부 장관들에게 다가오는 필요를 충족시키기 위해 셀렉티브 서비스 시스템을 존속시키기 위해 가능한 모든 것을 하라고 말했다.
1953년 한국전쟁 휴전 이후, 의회는 1955년 주방위군과 연방예비군 준비태세를 개선하는 동시에 대통령의 사용을 제한하기 위한 목적으로 예비군법을 통과시켰다. 이를 위해 입영 수단에 관계없이 모든 병사에 대해 예비역과 현역 기간을 합친 6년의 복무 약속을 의무화했다. 한편, 셀렉티브 서비스 시스템은 요구 사항이 줄어드는 기간 동안 급증하는 후보군을 위한 복잡한 연기 시스템을 고안하고 관리함으로써 스스로를 존속시켰다. 징병에 대한 가장 큰 도전은 시위대가 아니라 과학자, 농민 등 지역구 단체를 위한 추가적인 유예조치를 요구하는 로비스트들로부터 나왔다.
많은 정부 지도자들은 징병의 잠재력이 지원자들의 지속적인 흐름을 유지하는 데 중요한 요소라고 느꼈다. 수많은 경우에, 허시는 의회에서 징집될 때 마다 3, 4명이 겁을 먹고 지원을 한다고 말했다. 그의 평가가 정확하다고 가정하면, 이는 1954년 1월부터 1975년 4월까지 징집된 병력으로 인해 1,100만 명 이상이 자원했다는 것을 의미한다. 징병을 강제적인, 강요된 지원입대로 사용한 정책은 미국 역사에서 독특했다. 이전의 징병들은 우선적인 배치나 덜 위험한 posting을 위해 개인들이 입대하도록 장려하는 것을 목표로 하지 않았다. 그러나 베트남 전쟁이 국가에 대한 명백한 위협 없이 점진적으로 증가하자 이러한 유형의 집중이 강화되었다. 어떤 추정치는 1965년부터 1969년까지 징집된 모든 유자격 남성의 거의 3분의 1이 징집되었다는 것을 시사한다. 이 집단은 병역면제와 병역회피 자원이 없는 사람들을 대표했다. 현역 전투 단계에서는 복무와 군 특기를 선택해 전투를 피할 수 있다는 점이 적임자 11명 중 무려 4명꼴로 입대하게 했다. 군, 특히 베트남 전쟁 기간 동안 모든 입영자의 거의 95%를 차지했던 육군은 징병제에 의한 지원에 의존했다. 예를 들어, 국방군 모집 보고서에 따르면 1964년 신병 중 34%, 1970년 최대 50%가 징병을 통해 배치에 대한 불확실성을 피하기 위해 자발적으로 입대했다고 한다. 이 비율은 1972년 24%, 1973년 15%로 추첨식으로 바뀐 후 감소하였다. 다른 요인들을 고려하면, 베트남 전쟁 기간 동안 복무한 사람들 중 60%가 징병 때문에 직간접적으로 그렇게 했다고 주장할 수 있다. 게다가, 입영유예는 남성들이 국가에 유용한 것으로 여겨지는 일을 따르도록 동기를 부여했다. 채널링으로 알려진 이 과정은 남성들이 다른 방법으로는 추구하지 않았을지도 모르는 교육, 직업, 그리고 가족의 선택에 밀어 넣는데 도움을 주었다. 학부 학위가 평가되었다. 비록 기술 훈련과 종교 훈련은 거의 일정한 지원을 받았음에도 불구하고 대학원 과정의 가치는 시간이 지남에 따라 다양했다. 교육, 연구, 숙련 노동 형태의 전쟁 산업 지원도 유예 또는 면제되었다. 마침내, 기혼 남성들과 가정 남성들은 긍정적인 사회적 결과 때문에 면제되었다. 여기에는 대통령 명령을 사용해 아버지 등에 대한 면제를 다시 확대하는 내용이 포함됐다. 채널링은 또한 역사적으로 참전했다가 전쟁 초기에 사망한 국가의 "최고이자 총명한" 사람들의 조기 상실을 선점하기 위한 수단으로 여겨졌다.
주요 평시 기간 동안 유일하게 연장된 미군 징병 기간 동안, 1950년대 후반과 1960년대 초반에는 징병이 더 제한적으로 계속되었다. 전쟁 기간보다 훨씬 적은 비율의 남성들이 징집되었지만, 법에 의한 징집자들은 2년 동안 군대에 복무했다. 이 기간 동안 징집된 가장 유명한 사람들 중 엘비스 프레슬리와 윌리 메이스가 있었다.
한국 전쟁 동안 미국에서 대중들의 시위는 거의 없었다. 다만 지난 두 차례의 전쟁 때 0.5%에 불과했던 것에 비해, 양심적 병역거부자의 면제 비율은 1.5%로 늘어났다. 미국 법무부는 또한 8만건이 넘는 징병기피 사건을 조사했다.

### 베트남 전쟁

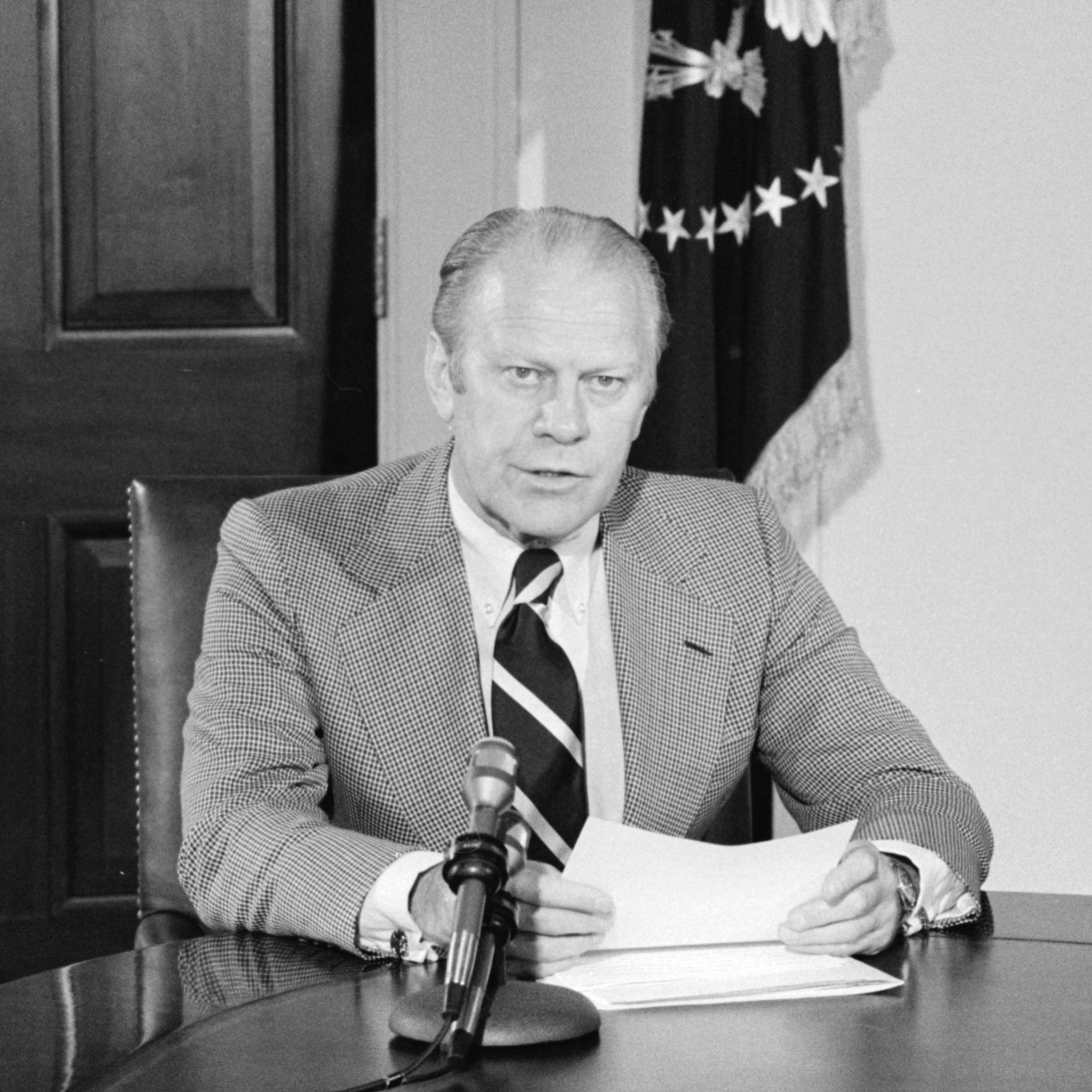
제럴드 포드 대통령은 1974년 워싱턴 D.C.의 백악관에서 병역 기피자에 대한 사면을 발표한다.

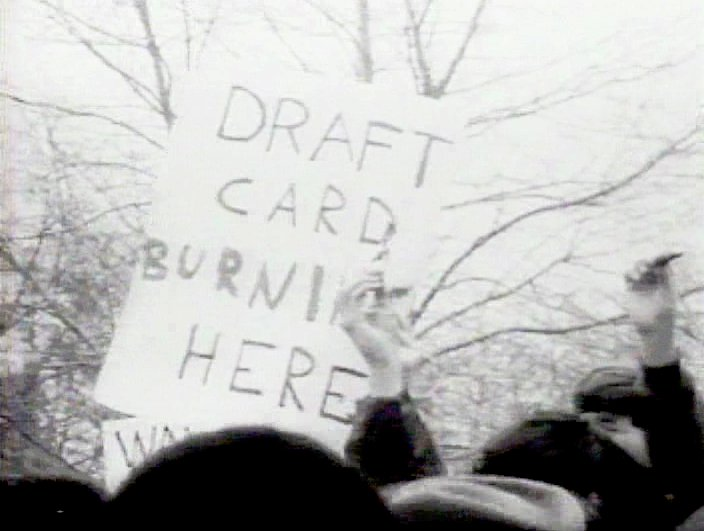
1967년 4월 15일, 뉴욕시에서 젊은이들이 징병 영장을 불태우고 있다.

대통령 케네디가 베트남에 군대를 파견하기로 한 것은 루이스 B 허시 셀렉티브 서비스 시스템 수장의 신호탄이었다. 허시는 대통령 집무실을 방문할 필요가 있었다. 그 방문에서 케네디는 징집과 관련하여 두 가지 소망을 갖게 되었다. 첫째는 자녀가 있는 기혼 남성의 이름이 소집명단의 맨 아래를 차지해야 한다는 것이었다. 그들 바로 위에는 결혼한 남자들의 이름이 적혀 있어야 했다. 그러나 이 대통령 정책은 공식적으로 선발복무 상태로 암호화되지 않았다. 이러한 분류에 적합한 남성들은 케네디 허즈번스(Kennedy Husbands, 남편 케네디)로 알려지게 되었다. 린든 B. 존슨 대통령이 이 케네디 정책을 폐지하기로 결정했을 때, 수천 명의 미국인 커플들이 마지막 순간에 제단으로 달려갔다.
초기에 많은 징병제 반대 시위자의 일반 구성원들은 SANE 핵 정책을 위한 국가 위원회(en:National Committee for a Sane Nuclear Policy)와 동맹을 맺고 있었다. 1963년 제한된 핵실험 금지 조약에 서명함으로써 그들은 자유롭게 다른 문제에 집중할 수 있게 되었다. 신디케이트 만화가 알 캡(en:Al Capp)은 그들을 S.W.I.N.E (Students Wildly About Everything)로 묘사했다. 항의 재연결을 위한 촉매제는 1964년 통킹만 결의이다.
결과적으로, 미국의 베트남 전쟁 개입이 시작되기 전부터 징병제에 대한 반대가 있었다. 베트남 전쟁 동안 군복무를 할 수 있게 된 베이비붐 세대들의 대규모 집단은 특히 대학생들을 위한 병역면제 및 병역유예 건수의 급격한 증가에 책임이 있었다. 징병을 피할 수 있었을 뿐만 아니라, (주로 장교로) 군대에 자원한 대학 졸업생들은 교육을 덜 받은 입영자들에 비해 특혜적인 지위를 확보할 가능성이 훨씬 더 높았다.
남베트남에 주둔하고 있는 미군의 병력이 증가함에 따라, 더 많은 젊은이들이 징병을 피하기 위해 징집되었다. 주방위군과 예비군 15,000명만이 남베트남에 파병되었기 때문에, 예비군 입대도 전쟁 지역에서 복무하는 것을 피하는 인기 있는 수단이 되었다. 더 엄격한 입대 기준을 충족시킬 수 있는 사람들에게 공군, 해군, 해안경비대에서의 복무는 살해당할 가능성을 줄이는 수단이었다. 신학생들이 징병에서 면제되었기 때문에 성직자와 율법학자 종사가 급증했다. 의사들과 징병 위원회(Draft board) 직원들은 친척이나 가족 친구들로부터 징집 예정자들을 면제해달라는 압력을 받고 있다는 것을 알게 되었다.
결혼에 의한 징병 연기는 1965년 8월 26일 갑자기 끝났다. 오후 3시 10분경 존슨 대통령은 이날 자정 이후 결혼한 남성들의 징병을 허용하는 명령에 서명했고, 오후 5시쯤에는 처음으로 변화를 발표했다.
일부 양심적 병역거부자들은 정의로운 전쟁 이론을 근거로 전쟁을 반대했다. 이들 중 한 명인 스티븐 스피로(en:Stephen Spiro)는 징병을 기피한 혐의로 유죄 판결을 받았지만 집행유예 5년을 선고받았다. 그는 후에 제럴드 포드 대통령에 의해 사면되었다.
1964년부터 1975년까지 874만 4천명의 병사가 있었으며, 이 중 340만 3천명이 동남아시아에 배치되었다.징집된 병력은 약 2700만 명으로 베트남 전쟁 당시 미국, 남베트남 등지에서 2,215,000명을 징집했다. 수십만 명이 육·공군, 해군, 해안경비대에 입대(3~4년)하고, 2년간 복무하며, 군사 직업 특기(MOS)에 대한 선택권이 없음에도 불구하고, 남베트남에 배치된 군인들의 대다수는 자원입대자였다..
현역으로 복무하지 않는 거의 1600만 명의 남성들 중 96%는 다른 군복무 또는 직업으로(일반적으로 다른 군복무를 포함한 직업 때문에) 징병이 면제되었고, 교육적인 이유로 연기되었거나 질병과 범죄에 의한 병역실격(보통 신체적, 정신적 결함뿐만 아니라 징병 위반을 포함한 범죄기록)을 받았다. 1960년대 후반에 교육에 의한 징병연기의 필요조건이 여러 차례 변경되었다. 몇 년 동안, 학생들은 매년 자격 시험을 치르도록 요구되었다. 1967년에 대학원생들에 대한 교육에 의한 징병유예가 변경되었다. 1967년 가을에 대학원 공부를 시작한 이들은 1968년 6월에 자격을 얻기 위해 두 학기 유예를 받았다. 1967년 여름 이전에 대학원에 입학한 학생들은 학업을 마칠 때까지 계속 유예받을 수 있었다. 평화 봉사단 지원자들은 더 이상 유예가 주어지지 않았고, 그들의 입회는 지역 위원회의 재량에 맡겨졌다. 그러나 대부분의 이사회는 평화봉사단 지원자들이 복무에 참여하기 전에 2년간의 임무를 완수하는 것을 허용했다. 1969년 12월 1일, 1944년부터 1950년 사이에 태어난 모든 사람들의 우선 순위를 정하는 추첨이 실시되었다. 숫자가 많은 이들은 더 이상 징병에 신경 쓸 필요가 없었다. 50만 명에 가까운 남자들이 범죄기록으로 실격 처리되었지만, 그 중 징집 위반으로 유죄 판결을 받은 사람은 1만 명도 채 되지 않았다. 마침내, 10만 명에 달하는 병역 대상자들이 해외로 도망했다.

### 징병제의 끝
1968년 대통령 선거 동안 리처드 닉슨은 징병제를 폐지하겠다는 공약으로 선거 운동을 벌였다. 그는 콜롬비아 대학의 마틴 앤더슨(Martin Anderson)의 논문을 바탕으로, 재임 기간 동안 자원군에 대한 아이디어에 처음으로 관심을 갖게 되었다. 닉슨은 또한 징병을 끝내는 것이 베트남 전쟁 반대 운동(anti-Vietnam War movement)을 약화시키는 효과적인 방법이라고 보았다. 국방부와 의회 양쪽 완전 모병에 대한 반대가 있었기 때문에 닉슨은 임기 초기에 징병을 끝내기 위한 즉각적인 조치를 취하지 않았다.ref name="aitken"/> 대신, 아이젠하워 행정부에서 국방부 장관을 지낸 토머스 S. 게이츠 주니어(en:Thomas S. Gates Jr.)가 이끄는 게이츠 위원회가 구성되었다. 게이츠는 처음에는 완전모병에 반대했으나 15명의 위원으로 구성된 위원회가 활동하면서 마음을 바꿨다. 게이츠 위원회는 1970년 2월 징병 없이 적절한 군사력을 유지할 수 있는 방법에 대한 보고서를 발표했다. 기존의 징병법은 1971년 6월 말에 만료되었지만, 국방부와 닉슨 행정부는 징병이 최소한 당분간 지속될 필요가 있다고 결정했다. 1971년 2월 행정부는 의회에 징병의 2년 연장을 1973년 6월로 요청했다. 전쟁에 반대하는 상원의원들은 파병기간을 1년으로 줄이거나, 징병제를 전면 폐지하거나, 베트남 주둔 미군 철수를 위한 일정으로 연장하기를 원했다. 알래스카의 마이크 그레이블(en:Mike Gravel) 상원의원은 가장 강력한 접근 방식을 취하여 징병 갱신 법안을 피리버스터하고, 징병제를 폐지하며, 전쟁 종식을 직접적으로 강요하려 했다. 닉슨의 전쟁 노력을 지지하는 상원의원들은 일부는 징병을 끝내는 것에 대해 거리낌이 있었음에도 불구하고 법안을 지지했다. 1971년 9월 필리버스터를 둘러싸고 상원에서 장기간의 공방 끝에 징병 갱신 법안이 통과되었다. 한편, 자원입대자들을 유치하기 위한 인센티브로 군 급여가 인상되었고, 미 육군에 대한 텔레비전 광고가 시작되었다. 1972년 12월, 베트남에서의 미국의 지상 참여가 종료되면서 1952년 이전에 태어난 마지막 징집된 남성들이 목격되었다.
1972년 2월 2일, 1953년생 남성들의 병역 우선 순위를 결정하는 추첨이 실시되었지만 1973년 1월, 국방부 장관 멜빈 레어드(en:Melvin Laird)는 더 이상 징병 명령이 내려지지 않을 것이라고 발표했다. 1973년, 1974년, 1975년 3월, 셀렉티브 서비스 시스템은 징병 기간이 연장될 경우를 대비하여 1954년, 1955년, 1956년에 태어난 모든 남성들에게 징병 우선 순위를 부여했지만, 결코 그렇지 않았다.
제프 멜린저(Jeff Mellinger) 주임원사는 징병에 의해 사병으로 입대해 2011년 퇴역했으며,. 랄프 E. 리그비(Ralph E. Rigby) 주임준위는 베트남전쟁의 마지막 시기에 징병된 병사로 2014년 11월 10일, 42세의 나이로 퇴역했다.
1972년 12월 28일은 징집자가 그 해에 입대되는 마지막 날이 될 예정이었다. 하지만 닉슨 대통령은 트루먼 전 대통령의 서거로 이날을 국가 애도의 날로 선포했고 연방정부 사무실은 문을 닫았다. 1973년 징병이 재개되지 않았기 때문에 그날 보고하기로 예정된 남자들은 입대되지 않았다.

### 1980년 이후의 징병등록
1980년 7월 2일, 지미 카터 대통령은 대통령 선언 4771을 발표하고 청년들에게 셀렉티브 서비스 시스템의 선발복무에 등록하도록 다시 규정했다. 그 당시에는 1960년 1월 1일 이후에 태어난 모든 남성들이 셀렉티브 서비스 시스템에 등록하도록 요구되었다. 현재 이 범주에 속하는 사람들은 18세에서 25세 사이의 미국 시민권 남성들과 비시민권 남성들이었다; 그들은 실제로 군대에 갈 자격이 없더라도 18세 생일로부터 30일 이내에 등록해야 한다. 셀렉티브 서비스 시스템은 1980년 당시와 마찬가지로 "국가의 위기 상황에서 의회와 대통령의 지시가 있을 경우 훈련되지 않은 인력이나 전문 의료 기술을 갖춘 인력을 징집하여 군의 응급 인력 수요를 충족시키는 것"이라고 기술하고 있다. 선발복무 등록은 온라인 또는 미국 우정청 또는 주 자동차 사무소에서 할 수 있다. 선발복무 등록 양식에는 등록하지 않는 것이 5년 이하의 징역 또는 25만 달러의 벌금에 처해질 수 있는 중죄라고 명시되어 있다.그러나 실제로 1986년 이후 아무도 징병 등록에 응하지 않았음에도 기소되지 않았으며, 2016년 5월 U.S. 뉴스 & 월드 리포트에 실린 인터뷰에서 전·현직 셀렉티브 서비스 시스템 관계자들은 1988년 법무부가 비등록자에 대한 추가 기소를 중단하기로 합의했다고 말했다. 많은 남성들이 선택복무제도에 알리지 않고 아예 등록을 하지 않거나, 늦게 등록하거나, 주소를 바꾸는 경우가 많다. 다만 기소가 없더라도 등록을 하지 않으면 다른 결과가 나올 수 있다. 징병등록은 연방정부와 일부 주정부의 고용 요건일 뿐만 아니라 운전면허증 등 다양한 주정부 혜택을 받기 위한 요건이다. 징병등록을 거부하는 것은 또한 대학에 대한 연방 재정 지원 자격을 잃을 수 있다.

## 징병 등록제
1980년 이후 미국 시민권을 가진 모든 18세 ~ 25세의 남성은 셀렉티브 서비스 시스템(Selective Service System, SSS)에 등록할 의무가 있다. 이 등록제는 징병제 중단 후의 등록제로, 1980년 7월 2일, 당시 대통령 지미 카터의 대통령 선언 4771에 의해 법령에 의무 징병 등록(병적 등록)을 하도록 규정하고 있다.

## 선발징병 개혁
셀렉티브 서비스 시스템은 그들이 징병을 더 공정하고 공평하게 만들기 위해 몇 가지 개혁을 시행해왔다고 주장해왔다.
이곳에서 시행한 조치들 중 일부는 다음을 말한다.
- 베트남 전쟁 이전과 전쟁 기간 동안, 한 젊은이는 학위가 만족스러울 정도로 진보한 풀타임 학생이라는 것을 보여줌으로써 연기될 수 있었다. 만약 그 남자가 졸업반이라면 그는 학년이 끝날 때까지 연기할 수 있다.
- 정부는 징병 위원회가 인종과 국가 출신과 같은 분야에서 지역 사회를 더 대표한다고 말했다.
- 추첨 제도는 사람들이 소집되는 순서를 결정하는 데 사용될 것이다. 이전에 징집 대상자로 판명된 최고령 남성들이 먼저 끌려갈 것이다. 새로운 제도에서, 가장 먼저 불려질 사람들은 역년(1월 1일 ~ 12월 31일)에 20살이 되거나 될 사람들이거나 역년에 유예가 끝나는 사람들이 될 것이다. 매년, 그 남자는 그의 책임이 끝날 때까지 더 낮은 우선순위의 지위에 놓이게 될 것이다.

## 같이 보기
- 미군
- 셀렉티브 서비스 시스템
- 의무 징병 등록제

## 참고 문헌 및 추가 정보
- Martin Anderson; Valerie Bloom (1976). 《Conscription: a select and annotated bibliography》. Hoover Press. ISBN 978-0-8179-2571-0.. (Full text).
- Leach, Jack F. Conscription in the United States: Historical Background. (Rutland, Vt., 1952)

### 미국 독립 혁명
- Dougherty, Keith L. Collective Action under the Articles of Confederation.  Cambridge U. Press, 2001. 211 pp.

### 남북 전쟁
- Bernstein, Iver. The New York City Draft Riots: Their Significance for American Society and Politics in the Age of the Civil War  (1990). online edition
- Cruz, Barbara C. and Jennifer Marques Patterson. "'In the Midst of Strange and Terrible Times': The New York City Draft Riots of 1863. Social Education. v. 69#1 2005. pp. 10+, with teacher's guide and URL's. online version 보관됨 2007-11-30 - 웨이백 머신
- Geary, James W. We Need Men: The Union Draft in the Civil War (1991) pp. 264
- Geary, James W. "Civil War Conscription in the North: A Historiographical Review," Civil War History 32 (1986): 208–228, online
- Hilderman, Walter C., III. They Went into the Fight Cheering! Confederate Conscription in North Carolina.  Boone, N.C.: Parkway, 2005. pp. 272
- Hyman, Harold M. A More Perfect Union: The Impact of the Civil War and Reconstruction on the Constitution. (1973), ch 13. online edition 보관됨 2011-08-16 - 웨이백 머신
- Kenny, Kevin. "Abraham Lincoln and the American Irish." American Journal of Irish Studies (2013): 39–64.
- Levine, Peter. "Draft Evasion in the North during the Civil War, 1863–1865," Journal of American History 67 (1981): 816–834 online edition
- Moore, Albert Burton. Conscription and Conflict in the Confederacy 1924 online edition
- Murdoch, Eugene C. One Million Men: The Civil War Draft in the North (1971).
- Shankman, Arnold. "Draft Resistance in Civil War Pennsylvania." Pennsylvania Magazine of History and Biography (1977): 190204. online[깨진 링크(과거 내용 찾기)]
- Wheeler, Kenneth H. "Local Autonomy and Civil War Draft Resistance: Holmes County, Ohio." Civil War History. v.45#2 1999. pp. 147+ online edition 보관됨 2011-08-16 - 웨이백 머신

### 제1차 세계대전
- Chambers II, John Whiteclay. To Raise an Army: The Draft Comes to Modern America (1987), comprehensive look at the national level.
- Ford, Nancy Gentile (2001). 《Americans All!: Foreign-born Soldiers in World War I》. Texas A&M University Military History Series:73. ISBN 978-1-60344-132-2.
- Ford, Nancy Gentile. "'Mindful of the Traditions of His Race': Dual Identity and Foreign-born Soldiers in the First World War American Army." Journal of American Ethnic History 1997 16(2): 35–57. ISSN 0278-5927 Fulltext: in Ebsco
- Hickle, K. Walter. "'Justice and the Highest Kind of Equality Require Discrimination': Citizenship, Dependency, and Conscription in the South, 1917–1919." Journal of Southern History. v. 66#4 2000. pp. 749+ online version
- Keith, Jeanette. "The Politics of Southern Draft Resistance, 1917–1918: Class, Race, and Conscription in the Rural South." Journal of American History 2000 87(4): 1335–1361. ISSN 0021-8723 Fulltext: in Jstor and Ebsco
- Keith, Jeanette. Rich Man's War, Poor Man's Fight: Race, Class, and Power in the Rural South during the First World War. 2004. 260pp.
- Kennedy, David M. Over Here: The First Worm War and American Society (1980), ch 3 online edition[깨진 링크(과거 내용 찾기)]
- Shenk, Gerald E. "Race, Manhood, and Manpower: Mobilizing Rural Georgia for World War I," Georgia Historical Quarterly, 81 (Fall 1997), 622–662
- Woodward, C. Vann. Tom Watson, Agrarian Rebel (1938), pp. 451–463.
- Sieger, Susan. "She Didn't Raise Her Boy to Be a Slacker: Motherhood, Conscription, and the Culture of the First World War." Feminist Studies. v. 22#1 1996. pp. 7+ online edition
- Shenk, Gerald E. (2005). 《"Work or fight!": Race, Gender, and the Draft in World War One》. Macmillan Publishers. ISBN 978-1-4039-6175-4.

### 제2차 세계대전
- Flynn, George Q. The Draft, 1940–1973. Lawrence: University Press of Kansas, 1993; the standard history
- Garry, Clifford J. and Samuel R. Spencer Jr. The First Peacetime Draft. 1986.
- Goossen, Rachel Waltner; Women against the Good War: Conscientious Objection and Gender on the American Home Front, 1941–1947 1997 online edition 보관됨 2008-03-17 - 웨이백 머신
- Westbrook, Robert. "'I Want a Girl Just Like the Girl That Married Harry James': American Women and the Problem of Political Obligation in WWII," American Quarterly 42 (December 1990): 587–614; online in JSTOR

### 냉전기(베트남 전쟁 등)
- Lawrence M. Baskir; William A. Strauss (1978). 《Chance and Circumstance: The Draft, the War, and the Vietnam Generation》. Random House. ISBN 978-0-394-72749-3.
- Flynn, George Q. The Draft, 1940–1973. Lawrence: University Press of Kansas, 1993; the standard history
- Marc Leepson, "What It Was Like to Be Drafted," The New York Times, "Vietnam '67," July 21, 2017.

### 기타
- Halstead, Fred. GIs Speak out against the War: The Case of the Ft. Jackson 8. 128 pages. New York: Pathfinder Press. 1970.
- Warner, John T. and Beth J. Asch. "The Record and Prospects of the All-volunteer Military in the United States." Journal of Economic Perspectives 2001 15(2): 169–192. ISSN 0895-3309 Fulltext: in Jstor and Ebsco
- Wooten; Evan M. "Banging on the Backdoor Draft: The Constitutional Validity of Stop-Loss in the Military", William and Mary Law Review, Vol. 47, 2005
- Chambers II, John Whiteclay, ed. Draftees or Volunteers: A Documentary History of the Debate over Military Conscription in the United States, 1787–1973, (1975) (1976) (2011)